# Claude-Ernest Ndalla
Claude-Ernest Ndalla, dit « Ndalla Graille », né le 25 mai 1937 à Brazzaville (République du Congo), est un homme politique et écrivain congolais. Il est l'un des principaux membres du Parti congolais du travail (PCT) dans la période qui suivit immédiatement sa fondation en 1969, avant de connaitre un long déclin en raison de luttes factionnelles au sein du PCT. Ancien ministre et ancien ambassadeur, il est conseiller spécial du président Denis Sassou-Nguesso depuis 2003.

## Jeunesse et formation
Ndalla est né le 25 mai 1937 à Brazzaville en république du Congo. Il quitte son pays natal dès l’âge de 13 ans pour poursuivre sa scolarité en France, où il obtient son baccalauréat en 1958. Il s’inscrit ensuite à l’université de Toulouse, où il décroche une licence en mathématiques. C’est durant ses années étudiantes à Toulouse qu’il se fait remarquer pour son solide appétit, ce qui lui vaut le surnom de « Graille », un mot d’argot français signifiant « nourriture »,,,.

## Engagement politique  (1963-1975)
De retour au Congo, il s’impose rapidement comme une figure influente dans le paysage politique fortement polarisé qui émerge après la chute de Fulbert Youlou en août 1963, et fonde la revue Dipanda,.

### Mouvement national de la révolution
En 1964, Ndalla intègre le comité exécutif de la Jeunesse du Mouvement national de la révolution (JMNR), branche jeunesse radicale du parti au pouvoir, le MNR, et se forge une réputation d’idéologue marxiste et de militant gauchiste. Il réussit à s'y faire élire en qualité de secrétaire chargé de la presse, l’éducation, l’idéologie, le sport et la culture.
Le 6 avril 1965, le président Alphonse Massemba-Débat nomme Ndalla secrétaire d'État à la présidence, en charge de la Jeunesse, des Sports et de l'Éducation civique. Cependant, Massemba-Débat écarte Ndalla de ses fonctions en décembre 1965. Ce limogeage, compte tenu de son lien étroit avec la JMNR, suggère un recul de l’influence de cette mouvance au sein du régime. Pourtant, en avril 1966, Ambroise Noumazalaye, fervent partisan du JMNR, est nommé Premier ministre, signalant une recomposition plutôt qu’une marginalisation définitive du courant radical,,.

### Ambassadeur du Congo en Chine
De 1967 à 1969, Ndalla dirige la radio et la télévision nationales avant d’être nommé ambassadeur en République populaire de Chine. À ce poste stratégique, il est également chargé des relations avec le Nord-Vietnam et la Corée du Nord. Arrivé à Pékin le 24 avril 1969, il est reçu le 1er mai par Mao Zedong et Lin Biao sur la place Tian'anmen. Le 15 août de la même année, il organise une réception marquant le sixième anniversaire de la révolution congolaise, en présence de hauts responsables chinois, dont le Premier ministre Zhou Enlai.
En 1969, Ndalla est jugé aux côtés d'autres figures politiques de premier plan, dont Massamba-Débat et Pascal Lissouba, pour son implication présumée dans l’assassinat de fonctionnaires du gouvernement, sous la présidence de Marien Ngouabi. Acquitté le 21 novembre 1969, il retourne brièvement à son poste d’ambassadeur à Pékin avant de rentrer au Congo,.

### Parti congolais du travail
En décembre 1969, le président Marien Ngouabi fonde le Parti congolais du travail (PCT), un nouveau parti au pouvoir d’inspiration marxiste-léniniste. Ndalla en est l’un des membres fondateurs et intègre le Bureau politique initial en tant que Premier Secrétaire chargé de l’Organisation, responsable des affaires internes du parti. Figure de proue de l’aile extrême gauche du PCT, sa nomination renforce cette tendance et le place en position de numéro deux du régime, perçu alors comme le principal rival potentiel de Ngouabi. Bien que proche idéologiquement de la Chine maoïste, Ndalla conduit en juin 1970 une délégation congolaise en visite officielle en Union soviétique,.

### Mouvement du22 février(M-22)
En novembre 1971, face à des manifestations étudiantes et à une grève, le président Ngouabi écarte les dirigeants radicaux du PCT proches du maoïsme, dont Pierre Nzé, Ange Diawara et Ndalla. Diawara mène ensuite une tentative de coup d'Étatmanquée le 22 février 1972. Ndalla, impliqué dans ce complot connu sous le nom de Mouvement du 22 février (M-22), est jugé aux côtés de 177 autres accusés et condamné à la réclusion à perpétuité le 25 mars 1972. Il est libéré en septembre 1975 à la faveur d’une amnistie présidentielle. Après sa sortie de prison, il peine à se réinsérer et rencontre des difficultés pour retrouver un emploi,,,.

## Répressions et marginalisation (1975-1990)
À la suite de l’assassinat du président Marien Ngouabi le 18 mars 1977 dans des circonstances troubles, plusieurs figures politiques majeures soupçonnées de déloyauté sont arrêtées et jugées par un tribunal militaire pour complicité. L’ancien président Alphonse Massemba-Débat est exécuté, tandis que Ndalla et Pascal Lissouba sont condamnés à la réclusion à perpétuité.
Sous la présidence de Denis Sassou Nguesso, le Mouvement du 22 février (M-22) connut une réhabilitation partielle à partir de 1980 et retrouva une certaine influence au sein du régime. Bien que désormais moins radical sur le plan idéologique, tout en demeurant marxiste, le M-22 fut perçu comme l’une des composantes clés du pouvoir au sein du Parti congolais du travail (PCT). Toutefois, cette montée en influence profita surtout aux figures originaires du nord du pays, dominantes dans le mouvement, tandis que des dirigeants sudistes comme Ndalla restèrent plus en marge des cercles de pouvoir privilégiés,.
En 1984, Ndalla est arrêté peu avant un congrès du PCT, alors que Denis Sassou Nguesso cherche à consolider son contrôle face à la faction pro-soviétique et radicale dirigée par François-Xavier Katali. L’arrestation de Ndalla visait vraisemblablement à empêcher qu’il mobilise les sudistes du M-22 en faveur de Katali. Cette opération s’inscrit dans une série de succès de Sassou Nguesso cette année-là, qui aboutiront à la victoire définitive de sa faction lors du congrès du parti.
Pendant sa détention, Ndalla a été filmé en train d’accuser Jean-Pierre Thystère-Tchicaya, une figure majeure du PCT, d’avoir organisé les attentats à la bombe de Brazzaville en 1982, qui firent neuf morts et 92 blessés. Sassou Nguesso utilisa ces déclarations comme justification pour attaquer Tchicaya lors du congrès de 1984. Malgré le fait que Ndalla ait par la suite affirmé devant une commission du parti que ces accusations étaient fausses et prononcées sous la menace de la torture, Thystère Tchicaya fut tout de même démis de ses fonctions dirigeantes au sein du PCT,.
En août 1986, Ndalla est condamné à mort par la Cour révolutionnaire de justice pour son rôle présumé dans les attentats à la bombe de 1982, sans possibilité d’appel. Ce procès a suscité des critiques de la part d’organisations internationales telles qu’Amnesty International et la Fédération internationale pour les droits humains, dénonçant son caractère inéquitable et le manque de preuves suffisantes. La peine capitale n’a toutefois jamais été exécutée : en août 1988, à l’occasion du 25e anniversaire de la révolution de 1963, Denis Sassou Nguesso commue la sentence en réclusion à perpétuité avec travaux forcés, en signe de clémence,,,,,.

## Retour en politique et réalignement (1990-1997)
Deux ans plus tard, à l’occasion du 27e anniversaire de la révolution, Denis Sassou Nguesso accorda une amnistie à Ndalla et à d’autres prisonniers politiques le 14 août 1990, ce qui permit sa libération le lendemain. À cette période, confronté à une pression croissante pour des réformes démocratiques, le régime du PCT peinait à conserver son autorité. Ndalla réintègre rapidement la vie politique et rejoint les voix réclamant ces changements. En tant que délégué à la Conférence nationale souveraine de février à juin 1991, il critique ouvertement la gestion du régime du PCT.
Dans les années 1990, Ndalla s’est rapproché de Bernard Kolélas et de son parti, le Mouvement congolais pour la démocratie et le développement intégral (MCDDI), participant au recrutement de combattants pour la milice Ninja fidèle à Kolélas. Cependant, lors de la guerre civile de juin à octobre 1997, il s’est opposé aux tentatives du MCDDI de s’allier au président Pascal Lissouba et a finalement fait défection aux côtés de Denis Sassou Nguesso et de sa milice rebelle Cobra.

## Fonctions gouvernementales sous Sassou Nguesso (post-1997)

### Ministre du Redéploiement de la jeunesse et des sports
La guerre civile s’achève le 15 octobre 1997 par la victoire des Cobras, entraînant la destitution de Pascal Lissouba et Bernard Kolélas, et le retour au pouvoir de Denis Sassou Nguesso. Lors de la formation du gouvernement le 2 novembre 1997, Ndalla est nommé ministre du Redéploiement de la Jeunesse et des Sports, chargé de l’Instruction civique. Il ne fait pas partie du gouvernement suivant, constitué le 12 janvier 1999, mais est ensuite nommé délégué politique du chef de l’État, agissant en tant que représentant direct de Sassou Nguesso,,.

### Délégué politique du Chef de l’État
Ndalla a activement soutenu Denis Sassou Nguesso lors de l’élection présidentielle de mars 2002. Présent au lancement du comité de soutien le 6 février 2002, il a souligné le rôle de Sassou Nguesso comme « symbole d’espoir, de paix et de liberté », en attribuant à chaque lettre de son nom une qualité positive : « S pour sécurité, A pour allégresse, S pour souci des autres, S pour sauvetage des biens des gens de Mfilou, O pour organisateur de la paix et U pour unité nationale ». Par la suite, Ndalla a pris en charge la coordination du comité de soutien dans le district de Mfilou à Brazzaville, participant activement à la campagne électorale,,.
En tant que Délégué politique du Chef de l’État, Ndalla a présidé du 24 au 28 avril 2002 une réunion du Comité des Jeunes pour la Paix dans la région du Pool, appelant les forces de sécurité à la retenue tout en exhortant les rebelles Ninja à déposer les armes. Il a également participé, le 11 novembre 2002, à la cérémonie de ravivement de la flamme éternelle au mausolée Marien Ngouabi, éteinte lors de la guerre de 1997.

### Conseiller spécial du Chef de l'État
Le 30 janvier 2003, Denis Sassou Nguesso nomme Ndalla conseiller spécial du président. Lors des élections législatives de juin 2007, Ndalla soutient activement Claude Alphonse Nsilou, ministre des Affaires urbaines, en l’accompagnant durant sa campagne dans la deuxième circonscription de Bacongo et en appelant les électeurs à lui accorder une majorité dès le premier tour,.
Le 1er octobre 2008, Ndalla a contribué à la création de la Convention pour la renaissance du Congo (CRC), une coalition politique pro-Sassou Nguesso réunissant cinq partis, huit associations et neuf individus. Gabriel Bokilo en fut nommé président, tandis que Ndalla en devint le premier vice-président. En l’absence de Bokilo, Ndalla a présidé la session ordinaire de la Coordination nationale de la CRC le 15 novembre 2008,,.

## Œuvres littéraires
Ndalla a débuté la poésie dès l’âge de 12 ans et a publié plusieurs ouvrages au fil des années, notamment Le Gourou publié en 2013, sa suite intitulée L’Illuminé, le recueil de poésie Dipanda, la vie dangereuse ainsi que La Saga de Biza, un récit consacré à son grand-père, fondateur du village de Kimpila. Une cérémonie de dédicace de ses œuvres s’est tenue le 9 mars 2006, réunissant de nombreuses personnalités littéraires et universitaires, parmi lesquelles le grand poète congolais Jean-Baptiste Tati Loutard,.

### Dipanda, la vie dangereuse
Ce recueil rassemble des textes écrits sur plusieurs décennies. Il est structuré autour de six chapitres portant les titres suivants : Cœurs meurtris, Astres, blues et jazz, Poésie pour musique congolaise, Femme alanguie, Je regarde mon pays qui brûle et Le village qui jamais ne meurt. Ce dernier figure parmi les textes les plus emblématiques, écrit en 1978 alors que Claude-Ernest Ndalla était incarcéré à Impfondo. Ce poème, initialement saisi par les autorités, a réapparu lors du procès de 1986 relatif aux attentats de 1982. Présenté comme une pièce à conviction, il a été interprété par l’auteur comme une métaphore de sa propre résilience dans un pays où tout se mourait sauf lui, inspirée d’un poème vietnamien traduit en anglais sous le titre The Village That Would Not Die ou A village which never dies,,.

## Sport
Ancien joueur de l’équipe du Congo de rugby à XV, Claude-Ernest Ndalla est également le fondateur en 2008 de la Fédération congolaise de rugby, qu’il a présidée pendant plusieurs années,.

## Distinction
Ancien ministre des Sports, Ndalla a été distingué en décembre 2007 par le Conseil suprême du sport en Afrique, qui lui a décerné une médaille honorifique en reconnaissance de son engagement.